# Synagoga Lejba Radzinskiego w Łodzi
Synagoga Lejba Radzinskiego w Łodzi – prywatny dom modlitwy znajdujący się w Łodzi przy ulicy Franciszkańskiej 22.
Synagoga została zbudowana w 1900 roku z inicjatywy Lejba Radzinskiego. Mogła ona pomieścić 35 osób. Podczas II wojny światowej hitlerowcy zdewastowali synagogę.